# NGC 2976
NGC 2976 is een spiraalvormig sterrenstelsel in het sterrenbeeld Grote Beer. Het hemelobject werd op 8 november 1801 ontdekt door de Duits-Britse astronoom William Herschel.

## Synoniemen
- UGC 5221
- MCG 11-12-25
- ZWG 312.23
- KUG 0943+681
- PGC 28120